# Cité de la Muette

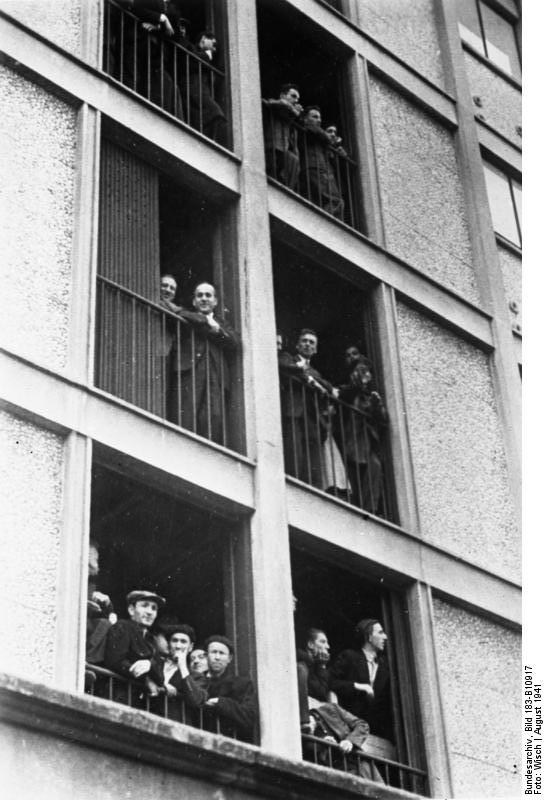
Neue Wohnbauten mit Häftlingen

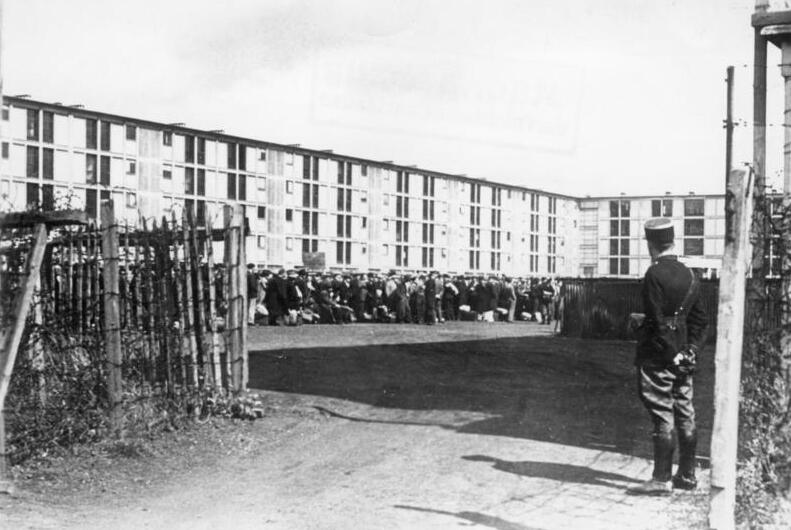
Internierungslager Sommer 1941 im Wohnkomplex

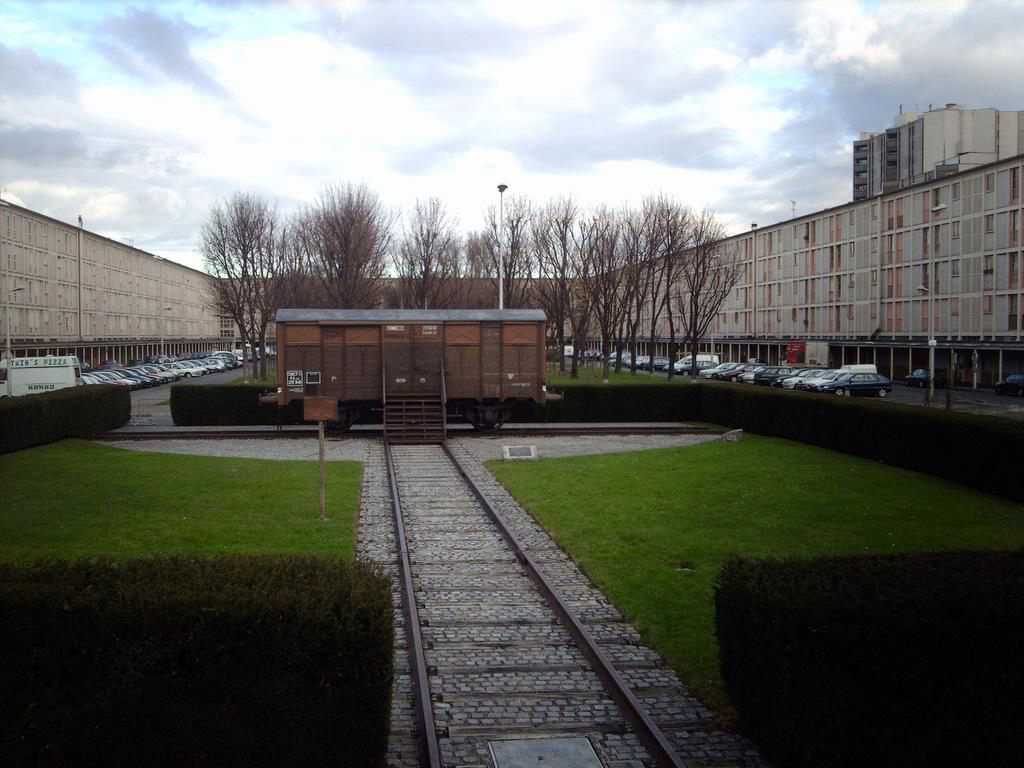
U-förmiger Innenhof mit Gedenkstätte

Cité de la Muette ist eine Plansiedlung von günstigen Mehrfamilien-Mietwohnungen in Drancy nahe Paris. Die 1929 entworfene und in den 1930er Jahren errichtete u-förmige Anlage gilt als die frühste dieser Art in Frankreich. Der Name „Muette“ lehnt an den französischen Begriff meute (deutsch Zwinger). Der Aufbau dieser Siedlung nimmt idealtypisch die Ideen der 1933 verabschiedeten Charta von Athen (CIAM) vorweg, in der die Auflösung klassischer, verdichteter Bauweise (Urbanistik), die Schaffung großer Freiflächen und der Ermöglichung einer autogerechten Stadt gefordert wurde. Für die Planung und Bauausführung waren die beiden Architekten Eugène Beaudouin und Marcel Lods verantwortlich. Seit 2001 ist der Gebäudekomplex als Monument historique eingestuft.

## Geschichte
1925 erwarb das staatliche Amt für Wohnungswirtschaft ein 11 ha großes, unbebautes Grundstück, das ringsum von sozial schwacher Einwohnerschaft in kleinteiliger Gebäudestruktur besiedelt war. Dieses Prinzip des Sozialen Wohnungsbaus ist in Frankreich unter der Bezeichnung Habitation à bon marché (HBM) bekannt. Seit 1894 ist dafür ein Gesetz vorhanden, das durch Steuerbefreiung Anreize für den privaten Wohnungsbau zu sozialen Preisen schuf. Entsprechend war auch die Siedlung Cité de la Muette konzipiert: Eine mit Fertigelementen zusammengesetzte Häusersiedlung von insgesamt 1250 Einheiten verfügte über damals anderswo kaum angebotene Komfortmerkmale wie fließendes Wasser, Dusche oder Badewanne, Einbaumöbel in der Küche und optional einen elektrischen Warmwasserboiler. Darüber hinaus waren auch soziale, sportliche und kulturelle Einrichtungen geplant. Neben einem Kindergarten, einer eigenen Grundschule, einem Kino sowie einem Versammlungsraum sollte es auch eine Turnhalle, Bibliothek, eine Krankenstation, ein Lebensmittelgeschäft und eine Kirche geben. In dem großen, nach Südwesten offenen Innenhof konnten Gärten angelegt werden.
Die Bauweise sollte möglichst günstig sein und war sehr innovativ. Es kamen, wie erstmals in der Siedlung von Champ-des-Oiseaux in Bagneux, vorgefertigte Stahlbeton-Platten zum Einsatz, die sich erst 20 Jahre später durchsetzen sollten. Um die Fassaden zu verzieren und die Monotonie des grauen Betons zu durchbrechen, wurden beim Gießen der Fassadenplatten Kieselsteine aus Carrara-Marmor einbezogen.
Gleichzeitig wurden östlich davon fünf fünfzehn-stöckige Wohntürme errichtet, die mit jeweils zwei niedrigeren Gebäuden verbunden werden und nach Süden hin längliche Gebäudeflügel bekommen, die ihnen den Spitznamen Kamm geben. Von den Architekten wird dem Komplex die Bezeichnung „Gartenstadt“ vergeben, doch setzt sich später der vom Stadtplaner Maurice Rotival (1892–1980) gebrauchte Begriff Grand Ensemble (deutsch Große Wohnsiedlung) durch. Die fünfzehnstöckigen Türme waren zu dieser Zeit die höchsten in Frankreich. Sie wurden als „die ersten Wolkenkratzer im Großraum Paris“ bezeichnet und waren Gegenstand von Presseartikeln, Postkarten und Führungen. Trotz ihrer Unvollständigkeit wurde die Cité de la Muette für wichtig genug erachtet, um 1939 in zwei Sonderausstellungen gezeigt zu werden: „architecture française“ im Musée d'art moderne de la ville de Paris und „Houses and Housing: Industrial Art“ im MOMA in New York.
Doch die Wirtschaftskrise machte das Amt für Wohnungswirtschaft HBM zahlungsunfähig und die Regierung lehnte Förderungen ab. Der riesige, 200 m lange und 90 m breite Bau wurde nicht fertiggestellt. Nur einige der Wohnungen in den Wohntürmen wurden bezogen, in den meisten fehlten noch die Trennwände zwischen den Wohnungen. Insgesamt verlief die Vermietung nicht zufriedenstellend, weil die potentiellen Bewohner sie für zu teuer, schlecht isoliert und zu weit vom Bahnhof entfernt befanden. 1938 beschloss der Leiter der HBM deshalb, sie an die kasernierte Polizei zu vermieten, die noch heute an diesem Standort ansässig ist.
Während des Zweiten Weltkriegs wurde im Juli 1940 die Cité de la Muette von deutschen Truppen besetzt und der Innenhof zum Sammellager Drancy deklariert, wo vor allem Juden interniert wurden. Nach Befreiung im Sommer 1944 und nach dem Krieg wurden die Wohnungen instand gesetzt und ab 1946 bis 1950 an die notleidende, französische Bevölkerung vergeben. Erst 1976 erinnerte man sich an die Verbrechen während des Zweiten Weltkriegs und errichtete in dem weitläufigen Hof die Gedenkstätte Mémorial de la Shoah de Drancy. 2012 wurde auf 2500 m² und sechs Etagen ein Erinnerungszentrum errichtet, in dem auf zwei Etagen eine permanente und eine Sonderausstellung gezeigt wird. Die verantwortliche Stiftung wurde 2005 gegründet.